# Dries Devenyns
Dries Devenyns (Lovanio, 22 luglio 1983) è un ex ciclista su strada belga, è stato professionista dal 2007 al 2023, è uno specialista delle classiche del pavé.

## Palmarès
- 2005 (dilettanti)

Campionati belgi, Prova in linea Under-23
- 2006 (dilettanti)

2ª tappa Tweedaagse van de Gaverstreek (Sint-Eloois-Vijve, cronometro)
4ª tappa Tour de Bretagne (Hennebont > Saint-Gildas)
5ª tappa Tour de Bretagne (Allaire, cronometro)
Classifica generale Tour de Bretagne
3ª tappa Triptyque Ardennais (Soumagne, cronometro)
Prologo Tour des Pyrénées (Saragozza, cronometro)
Campionati belgi, Prova a cronometro Elite senza contratto
- 2009 (Quickstep, una vittoria)

5ª tappa Österreich-Rundfahrt (Wolfsberg > Judendorf)
- 2016 (IAM Cycling, cinque vittorie)

Grand Prix Cycliste La Marseillaise
2ª tappa Giro del Belgio (Knokke-Heist > Herzele)
Classifica generale Giro del Belgio
5ª tappa Tour de Wallonie (Engis > Dison)
Classifica generale Tour de Wallonie
- 2020 (Deceuninck-Quick Step, una vittoria)

Cadel Evans Great Ocean Road Race

## Piazzamenti

### Grandi Giri
- Giro d'Italia

2008: 117º
2009: 95º
2017: 89º
- Tour de France

2010: 144º
2011: 46º
2012: 68º
2014: ritirato (14ª tappa)
2019: 97º
2020: 90º
2021: 135º
2023: 119º
- Vuelta a España

2016: 101º
2018: 94º
2022: 100º

### Classiche monumento
- Milano-Sanremo

2010: 75º
2014: 86º
2023: 123º
- Giro delle Fiandre

2011: 52º
2012: 46º
2014: 14º
2015: 21º
2016: ritirato
2020: 57º
- Liegi-Bastogne-Liegi

2009: 86º
2010: ritirato
2011: 46º
2012: 28º
2017: 142º
2019: ritirato
2020: 74º
2021: ritirato
- Giro di Lombardia

2009: 17º
2010: 13º
2011: ritirato
2012: ritirato
2013: ritirato
2014: ritirato
2017: ritirato
2020: ritirato
2021: ritirato
2022: ritirato

### Competizioni mondiali
- Campionati del mondo su strada

Limburgo 2012 - In linea Elite: ritirato